# Хуан Ї (династія Цін)
Хуан Ї (кит. спр. 黄易; 1744, Ренхе, Чжецзян — 1801), також відомий як Да Ї, Цю Ань та Сяо Сун — китайський художник, каліграф та живописець часів династії Цін.

## Біографія
Хуан Ї народився 1744 року в місті Ренхе провінції Чжецзян (нині — Ханчжоу). Він недовго працював урядовцем у районі Яньчжоу, але в першу чергу був художником і різьбярем печаток. Учень Дін Цзіна, він був одним із восьми майстрів Сіліна. Оскільки він і Дін Цзін були одночасно і різьбярами печаток, і каліграфами, вони стали відомі під спільним прізвищем «Дін Хуан». Хуан також був близьким знайомим Вен Фанґана.
Хуан багато подорожував і публікував щоденники та колекції картин, засновані на його мандрівках. Передусім він подорожував у пошуках стародавніх кам'яних написів, які він зберіг для нащадків у вигляді витирань.